# Montaperto (famiglia)
I Montaperto sono una nobile famiglia siciliana che si vuole d'origine normanna e rappresenta una delle maggiori dinastie dell'aristocrazia siciliana. La famiglia si originò in Sicilia nell'XI secolo.

## Storia
Gli storici Guillaume Paradin e Mugnos riconducono l’origine della famiglia Montaperto alla casa Mongrana di Francia.
Secondo un documento datato 7 ottobre 1095 e considerato come un apocrifo destinato a rafforzare la legittimità del potere della famiglia, Giorlando Montaperto figlio di Giovanni Matteo avrebbe ricevuto da Ruggero I di Sicilia il feudo di Guastanella, che aveva strappato agli arabi.
Secondo una tradizione risalente, il vescovo Gerlando di Agrigento apparteneva al casato.
Esponenti illustri della famiglia furono: Bartolomeo, capitano, distintosi nella difesa di Mazara del Vallo contro i francesi nel 1316, e capitano giustiziere di Palermo nel 1321; Nicolò, nobile agrigentino, arcivescovo di Palermo nel 1380; Giovanni, vescovo di Mazara del Vallo; Lamberto, signore di Raffadali; Luigi, consigliere di re Martino I di Sicilia nel 1397; Antonio, miles e luogotenente del maestro giustiziere del regno nel 1431; Giovanni investito dello stato di Raffadali nel 1453; Pietro deputato del regno e Pretore nel 1524, rifondatore della Terra di Raffadali, dopo aver ottenuto il privilegio di popolarla nel 1507; Nicolò, tre volte capitano giustiziere di Palermo, investito dei titoli di famiglia nel 1556; Giuseppe, primo marchese di Montaperto nel 1587; Francesco, investito nel 1628; Nicolò Giuseppe, primo principe di Raffadali nel 1646, cavaliere di San Giacomo della Spada, deputato del regno e pretore di Palermo nel 1654; un altro Francesco investito nel 1682, capitano di Palermo nello stesso anno e pretore nel 1683; Domenico, deputato del regno, capitano di Palermo nel 1689 e pretore nel 1690; Ottavio, investito nel 1698, capitano di cavalleria, gentiluomo di camera di re Vittorio
Amedeo di Savoia, deputato del regno, capitano giustiziere di Palermo nel 1703 e pretore nel 1712; Bernardo, investito nel 1719, gentiluomo di camera, deputato del regno, capitano di Palermo nel 1732, e pretore nel 1743; suo fratello Antonino, duca di Santa Elisabetta, gentiluomo di camera, ministro plenipotenziario presso la corte di Polonia, nonché letterato e governatore della Pace di Palermo nel 1746; Salvatore, investito nel 1765, gentiluomo di camera di re Ferdinando I di Sicilia nel 1768, cavaliere di San Gennaro, e dell'ordine gerosolimitano, tenente colonnello del reale esercito, ed infine ministro plenipotenziario presso la corte di Danimarca nel 1773.

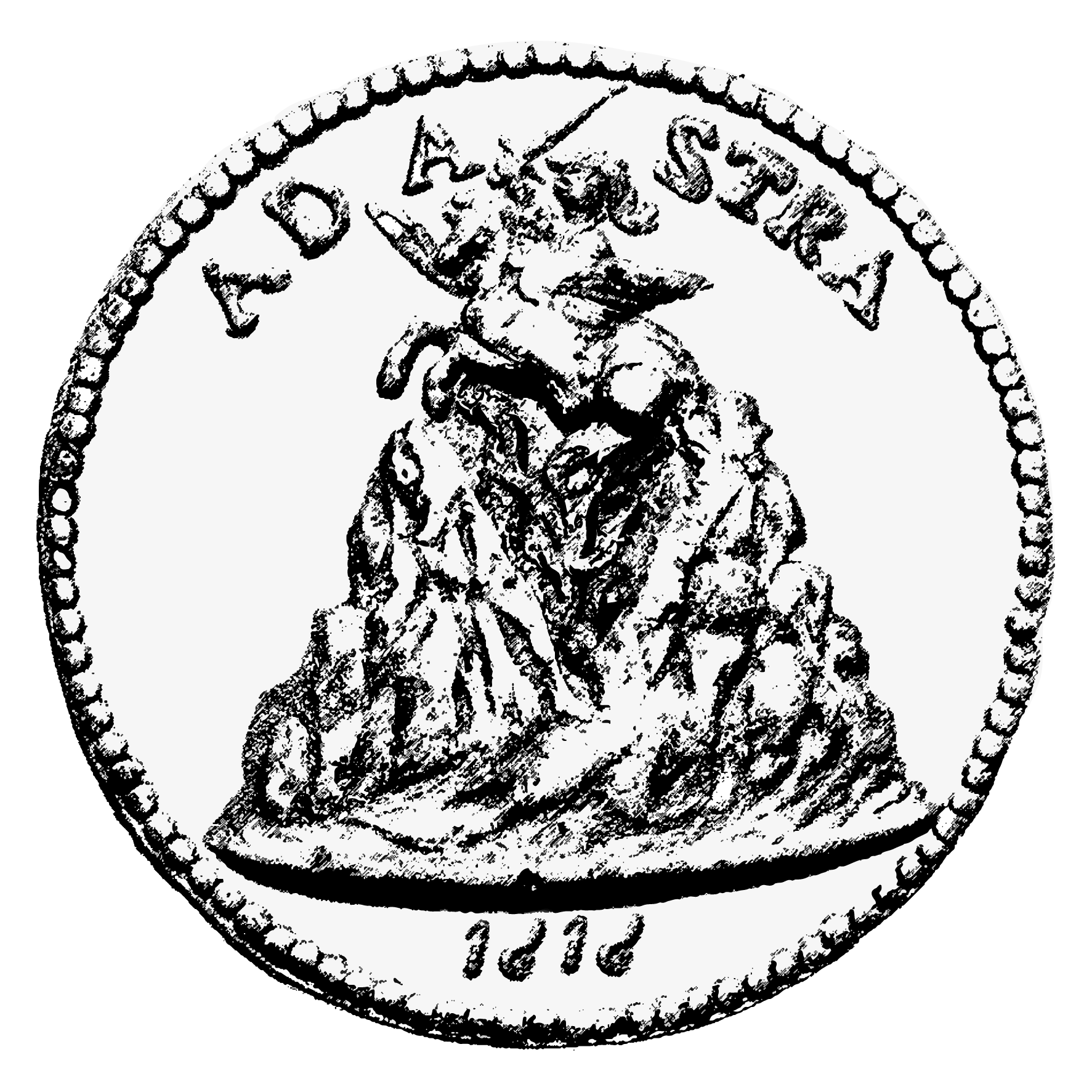
Medaglia con motto dei Montaperto e la figura del cavaliere che fuoriesce da una montagna di fuoco

Con D.M. 18 novembre 1908 veniva riconosciuto a Salvatore Montaperto il titolo di duca di Santa Elisabetta come trasmissibile ai maschi primogeniti della famiglia. Lo stesso Salvatore sposò la giovane Adriana Poli, la quale a Livorno era proprietaria dal 1870 di quello che diventerà noto, appunto, come Palazzo Santa Elisabetta.

## Membri illustri della famiglia
- Giorlando Montaperto, primo dei Montaperto, secondo la tradizione, ad essere infeudato di Guastanella e di Raffadali.
- Lamberto Montaperto, signore di Raffadali e Guastanella, di Buterni, Burgio, Sicauci, Carumbuteni, Bigineci, Sinaci, Passarello, Camulzudemi, Jancaxi, Ragalturco, Comiti.
- Nicolò Montaperto, arcivescovo di Palermo (1377-1382)
- Bartolomeo Montaperto, capitano, difensore di Mazara durante l’assedio del 1316.
- Ludovico Montaperto, consigliere di re Martino I di Sicilia.
- Giovanni Montaperto, prima canonico di Agrigento e successivamente vescovo di Mazara del Vallo (1469-1484)
- Federico Montaperto, barone di Grotte, nella cittadina fece edificare la "Torre del palo" sotto richiesta di sua maestà Ferdinando il Cattolico e la chiesa madre Santa Venera. Fu caricatore e castellano del porto di Girgenti (1458-1497)
- Gaspare Montaperto, barone di Grotte, successe al padre Federico, ottenne la licentia populandi per fondare il centro abitato di Grotte nel 1527. Fu caricatore e castellano del porto di Girgenti (1497-1548)
- Pietro Montaperto, fondatore dell’attuale centro abitato di Raffadali, ne ebbe la licentia populandi nel 1507.Ottenne anche la licentia populandi di Montaperto e di Santa Elisabetta. Fu pretore di Palermo e deputato del regno.
- Domenico Montaperto, promotore, in seguito al terremoto del 1693, della festa dell’11 gennaio, in segno di riconoscenza verso la Madonna degli Infermi per aver protetto Raffadali.
- Giuseppe Nicolò Montaperto, insignito del titolo di principe di Raffadali per il valore mostrato nella repressione della rivolta degli agrigentini contro il vescovo Trajna.